# Elaphropoda tienmushanensis
Elaphropoda tienmushanensis är en biart som beskrevs av Wu 1979. Elaphropoda tienmushanensis ingår i släktet Elaphropoda och familjen långtungebin. Inga underarter finns listade i Catalogue of Life.